# Hattemagerhuset
Hattemagerhuset er et ca. 200 år gammelt hus i Tarm i Vestjylland. Det er en del af fusionsmuseet Ringkøbing-Skjern Museum.
Hattemagerhuset var et af flere jordløse huse der lå ned mod Egvad Kirke. Her boede i tiden mellem 1840 til 1870 Johanne Cathrine Jensdatter der ernærede sig som hattemager, deraf navnet. 
Man har restaureret huset som man formoder, det har set ud omkring 1870. Der er etableret historiske værkstedsaktiviteter hvor man kan  bage, lave mad over åbent ildsted, vaske, kærne smør og lave hatte.